# Rappresentazione di Schrödinger
In meccanica quantistica, uno stato è dato da una combinazione lineare (o sovrapposizione) di autostati. Nella rappresentazione di Schrödinger (in inglese Schrödinger picture) gli stati del sistema evolvono nel tempo. L'evoluzione per un sistema quantistico chiuso è data da un operatore unitario chiamato operatore di evoluzione temporale.
Rappresentazioni alternative sono la rappresentazione di Heisenberg e la rappresentazione di interazione.

## L'operatore di evoluzione temporale

### Definizione
L'operatore {\displaystyle U(t,t_{0})} è definito come:
{\displaystyle |\psi (t)\rangle =U(t,t_{0})|\psi (t_{0})\rangle }
Ossia, quando l'operatore agisce sullo stato ket al tempo {\displaystyle t_{0}} restituisce il ket evoluto al tempo successivo {\displaystyle t}. Per i bra, invece vale:
{\displaystyle \langle \psi (t)|=\langle \psi (t_{0})|U^{\dagger }(t,t_{0})}

### Proprietà

#### Unitarietà
L'operatore di evoluzione temporale deve essere unitario. Questo perché la norma dello stato non deve cambiare con il tempo essendo legata alla probabilità, che si deve conservare. Quindi:
{\displaystyle \langle \psi (t)|\psi (t)\rangle =\langle \psi (t_{0})|U^{\dagger }(t,t_{0})U(t,t_{0})|\psi (t_{0})\rangle =\langle \psi (t_{0})|\psi (t_{0})\rangle }
allora:
{\displaystyle U^{\dagger }(t,t_{0})U(t,t_{0})=I(U(t,t_{0})).}

#### Riduzione all'identità
{\displaystyle U(t_{0},t_{0})=I} dove {\displaystyle I} è l'operatore identità. Quindi:
{\displaystyle |\psi (t_{0})\rangle =U(t_{0},t_{0})|\psi (t_{0})\rangle }

#### Composizione
L'evoluzione temporale da {\displaystyle t_{0}} a {\displaystyle t} può essere vista come l'evoluzione da {\displaystyle t_{0}} a {\displaystyle t_{1}} e quindi da {\displaystyle t_{1}} a {\displaystyle t}. Pertanto:
{\displaystyle U(t,t_{0})=U(t,t_{1})U(t_{1},t_{0})}

### Equazione differenziale per l'operatore di evoluzione temporale
Nel seguito si assumerà che {\displaystyle t_{0}=0} e {\displaystyle U(0t)=U(t)}. L'equazione di Schrödinger si può scrivere come:
{\displaystyle i\hbar {\partial  \over \partial t}U(t)|\psi _{e}(0)\rangle =HU(t)|\psi _{e}(0)\rangle }
Con {\displaystyle H} Hamiltoniana del sistema. Sia {\displaystyle |\psi (0)\rangle } lo stato al tempo {\displaystyle t=0} abbiamo che vale:
{\displaystyle i\hbar {\partial  \over \partial t}U(t)=HU(t)}
ovvero abbiamo scritto che l'operatore di evoluzione temporale rispetta l'equazione di Schrödinger, una soluzione di questa equazione è:
{\displaystyle U(t)=e^{-iHt/\hbar }.}
Dove abbiamo usato anche che il fatto che a {\displaystyle t=0}, {\displaystyle U(t)=I} si riduce all'identità. Quindi otteniamo:
{\displaystyle |\psi (t)\rangle =e^{-iHt/\hbar }|\psi (0)\rangle \,.}
Si noti che {\displaystyle |\psi (0)\rangle } è un ket arbitrario. Tuttavia, se partiamo con un ket che sia autostato dell'Hamiltoniana, con autovolare {\displaystyle E}, abbiamo:
{\displaystyle |\psi (t)\rangle =e^{-iEt/\hbar }|\psi (0)\rangle \,.}
Quindi vediamo che gli autostati dell'Hamiltoniana sono stati stazionari, essi ricevono solamente un fattore di fase quando evolvono nel tempo quindi un sistema che si trovi al tempo {\displaystyle t=0} in un autostato, rimane in quell'autostato.
Se l'Hamiltoniana dipende dal tempo ma Hamiltoniane a tempi diversi commutano allora l'operatore di evoluzione temporale si può scrivere:
{\displaystyle U(t)=T\exp \left({-{\frac {i}{\hbar }}\int _{0}^{t}H(t^{'})\,dt^{'}}\right)\,.}
con {\displaystyle T} operatore di ordinamento temporale.